# Acraea agema
Acraea agema är en fjärilsart som beskrevs av Hans Fruhstorfer 1912. Acraea agema ingår i släktet Acraea och familjen praktfjärilar. Inga underarter finns listade i Catalogue of Life.